# پرسکات (واشینگتن)
پرسکات (به انگلیسی: Prescott) یک شهر در ایالات متحده آمریکا است که در شهرستان والا والا، واشینگتن واقع شده‌است. پرسکات ۱٫۰۴ کیلومتر مربع مساحت و ۳۱۸ نفر جمعیت دارد و ۳۲۲ متر بالاتر از سطح دریا واقع شده‌است.